# ارتش کمبرلند
ارتش کمبرلند (انگلیسی: Army of the Cumberland) یکی از واحدهای اصلی و ارتش میدانی اتحادیه بود که فعالیت عمده‌ای در جبهه غربی در جنگ داخلی آمریکا بر عهده داشت